# 테주 자구아
테주 자구아는 타우와 케라나 사이에서 첫째 자식이며, 과라니 신화에 등장하는 전설의 일곱 괴물 중 하나이다. 동굴과 과일의 수호자이자 파라과이 북서쪽 자구아론 산에 묻힌 보물의 수호자이기도 하다.
테주 자구아는 타우와 케라나 사이에서 첫째 자식이며, 과라니 신화에 등장하는 전설의 일곱 괴물 중 하나이다. 동굴과 과일의 수호자이자 파라과이 북서쪽 자구아론 산에 묻힌 보물을 지키는 신이다.

## 어원
과라니어로 개  도마뱀을 뜻한다. 이름 그대로 개의 머리가 달린 검고 큰 도마뱀이다. 난폭하지 않고 과일을 먹고 산다.

## 신화
타우는 케라나를 겁탈한 벌로 선한 신인  앙가라투피리로부터 저주를 받았고, 이 저주의 영향으로 타우와 케라나 사이에서 태어난 자식들은 끔찍한 모습을 하게 되었다.
테주 자구아는 개의 머리 일곱 개가 달린 커다란 도마뱀 혹은 거대한 개의 머리 하나가 달린 커다란 도마뱀의 모습을 한 것으로 전해진다. 어느 전승에서든 머리 때문에 움직임이 둔한 것으로 전해며, 눈에서는 불이 뿜어져 나온다고 한다.
일곱 형제들 중 가장 지독한 모습을 하고 있지만 최고신 투파에 의해 흉포한 성격이 덜 하다. 그럼에도 눈에서 불이 뿜어진다는 점 때문에 두려움의 대상이 된다.
과일을 먹고 살며 동생인 자시 자테레가 주는 꿀을 가장 좋아한다. 동굴과 과실의 수호자이며 땅에 묻힌 보물을 지키는 수호자이기도 하다.
피부에서 빛이 나는데, 이는 이타페의 금과 보물 위를 굴렀기 때문이다.

## 같이 보기
- 과라니 신화
- 루이손
- 음보이 투이
- 폼베로

## 참고 문헌
COLMAN, Narciso R.(Rosicrán): Ñande Ypy Kuéra("Nuestros antepasados"), 1929.
1. ↑  https://pueblosoriginarios.com/sur/bosque_atlantico/guarani/teju.html
2. ↑  https://www.ultimahora.com/monstruos-guaranies-se-suman-interesantes-muestras-asuncion-n2830558.html
3. ↑  https://www.portalpiribebuy.com/lander